# Epicanto

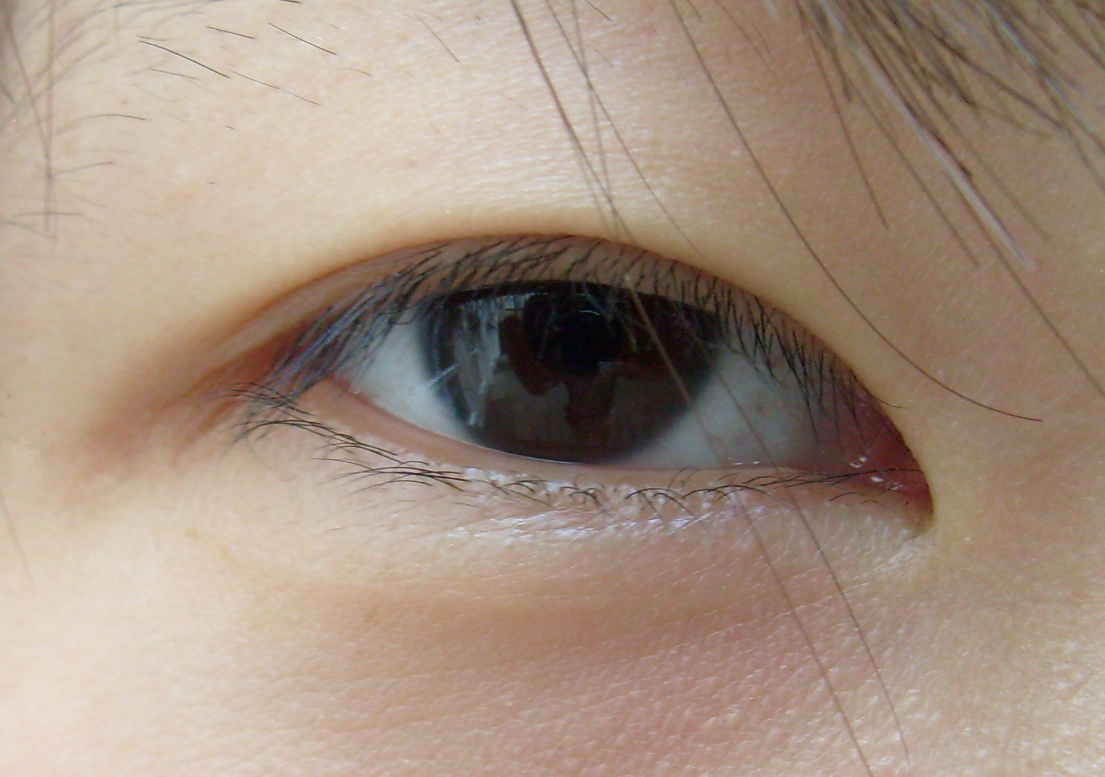
Olho com dobra epicântica.

Epicanto ou dobra epicântica é uma prega de pele da pálpebra superior (do nariz até ao lado interior da sobrancelha), cobrindo o canto interior (canto medial) do olho. A dobra epicântica está presente na maioria das pessoas de ascendência da Ásia Oriental, como os mongóis (e também chineses, coreanos, japoneses etc.), do Sudeste Asiático (vietnamitas, tailandeses, filipinos, indonésios, malaios, polinésios etc), dos originários da Ásia Central (cazaques, quirguizes, etc.), partes do Sul da Ásia (particularmente butaneses), e ainda em inuítes, indígenas americanos, khoisans na África e malgaxes. As dobras epicânticas podem também ser observadas em crianças pequenas de qualquer etnia, antes de a ponta do nariz começar a elevar-se.
A prega epicântica também é uma marcante característica na síndrome de Down, na síndrome alcoólico fetal e trissomia triplo X.

## Classificações
- Epicanthus supraciliaris corre da sobrancelha, curvando-se para baixo em direção ao saco lacrimal.
- Epicanthus palpebralis começa acima do tarso superior e se estende até a margem orbital inferior.
- Epicanthus tarsalis se origina na prega da pálpebra superior e se funde na pele perto do canto medial. Este é o tipo mais frequentemente encontrado em asiáticos orientais.
- Epicanthus inversus corre da pele da pálpebra inferior sobre o canto medial e se estende até a pálpebra superior.[3]